# 顶质体
顶质体（英語：apicoplast）是大部分頂複門生物共有的非光合作用的细胞器，存在于多种頂複門生物中，包括引发疟疾的寄生虫——恶性疟原虫（Plasmodium falciparum）以及引发弓蟲症的寄生虫——龚地弓形虫（Toxoplasma gondii）等，但在隱孢子蟲屬（Cryptosporidium）等类群中消失。此细胞器起源于藻類，通过双重内共生进入頂複門生物细胞。因此顶质体具有四层膜结构，其中最外层膜属于頂複門生物的内膜系统。